# Steve House
Steve House (* 4. August 1970 in La Grande, Oregon) ist ein US-amerikanischer Bergführer und professioneller Extrembergsteiger. Er wurde zusammen mit Vince Anderson für seine Begehung des Zentralpfeilers der Rupalwand am Nanga Parbat im Alpinstil mit dem 15. Piolet d’Or geehrt. Reinhold Messner bezeichnete House nach dieser Begehung als „den besten Höhenbergsteiger unserer Zeit“.

## Leben
House erhielt seinen Abschluss als Bachelor of Science in Ökologie am Evergreen State College im Jahr 1995. Als neunter Amerikaner schloss er 1999 „die achtjährige Ausbildung zum Bergführer mit allen Qualifikationen der AMGA (American Mountain Guides Association) und IFMGA (International Federation of Mountain Guides Associations)“ erfolgreich ab.
Im März 2010 stürzte House am Mount Temple während eines Begehungsversuchs mit seinem Kletterpartner Bruce Miller 25 Meter in die Tiefe und zog sich schwerwiegende Verletzungen zu. Im September 2010 war er wieder als Bergführer „in Grindelwald und in den Dolomiten“ unterwegs.
Zusammen mit seiner Ehefrau Eva initiierte House 2012 Alpine Mentors. In einem zwei- bis vierjährigen Ausbildungsprogramm waren Nachwuchsalpinisten mit ehrenamtlich tätigen Bergsteigern in unterschiedlichen Gebirgen der Welt unterwegs. 2019 änderte House die Konzeption von Alpine Mentors.
House lebt in Ridgway im Südwesten von Colorado und ist mit Vince Anderson als Bergführer des Skyward Mountaineering im San-Juan-Gebirge tätig. Mehrere Monate im Jahr verbringt House mit seiner Familie in Europa in Kärnten.

## Gipfelerfolge (Auswahl)
- 1995: Eröffnung der Route First Born (Alaska Grade V = multiday, highly technical climb, 3350 Hm) an der Father and Sons Wall des Denali mit Eli Helmuth vom 1. bis 2. Juli in 33 Stunden.[10]
- 1996: Eröffnung der Route Beauty is a Rare Thing (5.8 WI6, 2100 Hm), Washburn Wall, Denali am 23. Juni in 14 Stunden.[11]
- 1997: Eröffnung der Route Mascioli's Pillar (5.10 A0 WI6, 1200 Hm), South Buttress, Denali mit Steve Swenson am 15. bis 16. Juni in 30,5 Stunden.[12]
- 1998: Erste Winterbegehung der Route The Gift That Keeps on Giving (5.9 A3 WI6, 975 Hm) an der Südwand des Mount Bradley, Alaskakette mit Johnny Blizz und Mark Twight in drei Tagen.[13]
- 1998: Eröffnung der Route Call of the Wild (VI WI6, 2200 Hm) an der Südwestwand des King Peak vom 18. bis 19. Juni mit Joe Josephson in 34 Stunden.[14]
- 1999: Eröffnung der Winterroute M-16 (WI7+ A2, 1000 Hm) an der Ostflanke des Howse Peak, Waputik Mountains, Kanada vom 23. bis 27. März mit Barry Blanchard und Scott Backes.[15]
- 2000: Schnellste Begehung der Slowakischen Direkte (5.9 WI6 M5, 2750 Hm), Südflanke des Denali mit Mark Twight und Scott Backes in 60 Stunden.[16]
- 2001: Eröffnung der Route Sans Blitz (V 5.5 WI7, 800 Hm) an der Ostwand des Mount Fay in den Kanadischen Rocky Mountains mit Rolando Garibotti und Barry Blanchard. Durchstieg in 34 Stunden.[17]
- 2001: Schnellste Begehung der Route The Infinite Spur (5.9 WI4) an der Südflanke des Mount Foraker vom 9. bis 10. Juni mit Rolando Garibotti in 45 Stunden.[18]
- 2001: Solo-Begehung des Cho Oyu in 27 Stunden.[19]
- 2003: Solo-Begehung und Erstbesteigung eines unbenannten Berges (5985 m) in der Masherbrum-Gebirgskette über die Route Hajji Brakk (5.9 65°, 1200 Hm) am 31. Juli in 19 Stunden.[20]
- 2003 Zweite Begehung der Route Roberts-Rowell-Ward (5.9 A2, 1500 Hm) am Mount Dickey am Rande des Ruth-Gletschers im September mit Jeff Hollenbaugh in drei Tagen.[21]
- 2003: Eröffnung der Route The Talkeetna Standard (V 5.9 WI5, 1100 Hm) am Eye Tooth oberhalb des Ruth-Gletschers vom 18. bis 20. September mit Jeff Hollenbaugh.[22]
- 2004: Eröffnung der House-Prezelj Variation (5.9 A2, 1370 Hm) an der Route Lowe-Jones am North Twin Peak vom 5. bis 7. April mit Marko Prezelj.[23]
- 2004: Erstbegehung des Kapura Peak (6544 m) im Karakorum über eine Route an der Südwestflanke (5.8 M5 90°, 1100 Hm) vom 2. bis 6. Juli mit Doug Chabot, Bruce Miller, Jeff Hollenbaugh, Marko Prezelj und Steve Swenson.[24]
- 2004: Solo-Begehung des K7 und Eröffnung einer neuen Route an der Südwestflanke (5.10 M6+ A2, 80°) vom 24. bis 25. Juli in 41 Stunden. (2. Begehung des K7).[25]
- September 2005 Zentralpfeiler der Rupalwand (M5 X, 5.9, WI4, 4100 Meter hoch), am Nanga Parbat mit Vince Anderson. Die Wand gilt als höchste Felswand der Erde.[26]
- 2005: Erste freie Begehung On Sight des Cayesh (5719 m) in der Cordillera Blanca über eine Route mit dem Schwierigkeitsgrad 5.10, M7+ am 8. Juni mit Marko Prezelj in 16,5 Stunden.[27][28]
- 2005: Erste freie Begehung der Route Italian (ED1 VI 5.9 Al, 900 Hm) am Taulliraju mit Marko Prezelj in drei Tagen.[29]
- 2007: Eröffnung der Route House-Haley (WI5 M7 1770 Hm) an der Emperor Wand des Mount Robson vom 25. bis 27. Mai mit Colin Haley in 36 Stunden.[30]
- 2007: Erstbesteigung des K7 West (6858 m) im Karakorum über die Südflanke (VI 5.10 – M6 WI4 A2, 2400 Hm) ab dem 1. September mit Vince Anderson und Marko Prezelj in 4 Tagen.[31][32]
- 2008: Eröffnung der Winterroute House-Anderson (WI5+ M8 R/X, 1000 Hm) an der Nordwand des Mount Alberta im Jasper-Nationalpark vom 26. bis 28. März mit Vince Anderson.[33]

## Auszeichnungen (Auswahl)
- 2005: Nominierung für den Piolet d’Or 2004 für die Solo-Begehung des K7 in 41 Stunden über eine neue Route an der Südwestflanke im Juli 2004.[34] (2. Begehung des K7.)
- 2005: Gewinner des Publikumspreises im Rahmen der Vergabe des Piolet d’Or 2004 für die Solo-Begehung des K7 im Juli 2004.[25]
- 2006: 15. Piolet d’Or zusammen mit Vince Anderson für die Begehung des Zentralpfeilers der Rupalwand am Nanga Parbat im Alpinstil[35]
- 2009: Boardman-Tasker Mountain Literature Award für Beyond the Mountain.[36][37]
- 2014: UIAA-Achievement Award für sein Engagement in der Nachwuchsförderung im Alpinismus.[38]

## Gemeinnütziges Engagement
House konzipierte im Jahr 2004 Baltistan Education Foundation und sammelte Geld für den Schulbesuch zweier Jungen im Nordosten Pakistans. 2007 weitete er das Engagement aus und finanziert zwei Lehrkräfte für Mädchenklassen an der Schule des Dorfes Kande, Gilgit-Baltistan. Zwischen 2011 und 2014 hatte die Baltistan Education Foundation den Status einer gemeinnützigen Organisation nach US-amerikanischem Recht.